# نيكول أنيستون
نيكول أنيستون هي ممثلة إباحية وراقصة تعري أمريكية، لديها أصول يونانية وألمانية.